# Provérbio

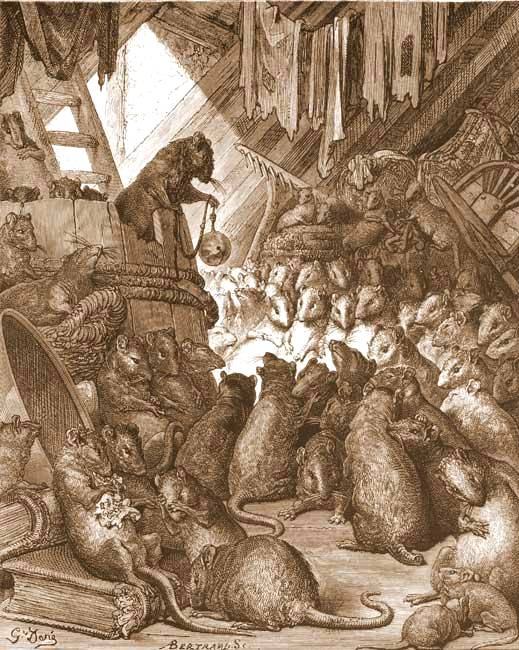
"Quem vai pôr o sino no gato?" (provérbio do inglês), vem do final de uma história

Um provérbio (em latim: proverbium) é um ditado simples, concreto, tradicional, que expressa uma verdade baseada no senso comum ou experiência.  Provérbios são frequentemente metafóricos.
Alguns provérbios existem em mais de um idioma porque as pessoas os emprestam de línguas e culturas semelhantes às deles. No Ocidente, a Bíblia (incluindo, mas não se limitando ao Livro dos Provérbios) e o latim medieval (auxiliado pelo trabalho de Erasmo) desempenharam um papel considerável na distribuição de provérbios. Nem todos os provérbios bíblicos, no entanto, foram distribuídos na mesma medida: um estudioso reuniu evidências para mostrar que as culturas em que a Bíblia é o grande livro espiritual contêm entre trezentos e quinhentos provérbios que derivam da Bíblia" enquanto outro acadêmico mostra que, dos 106 provérbios mais comuns e generalizadas em toda a Europa, onze são da Bíblia.  No entanto, quase toda cultura tem seus próprios provérbios únicos.

## Definições
John Russell (c. 1850) observou poeticamente que um "provérbio é a sagacidade de um e a sabedoria de muitos". Mas dar a palavra "provérbio" o tipo de definição que os teóricos precisam provou ser uma tarefa difícil. Archer Taylor afirmou que "uma qualidade incomunicável nos diz que determinada sentença é proverbial e que outra não é. Assim, nenhuma definição nos permitirá identificar positivamente uma sentença como proverbial."
De maneira mais construtiva, Mieder propôs a seguinte definição: "Um provérbio é uma frase curta e geralmente conhecida de um povo que contém sabedoria, verdade, moral e visões tradicionais de forma metafórica, fixa e memorizável e transmitida de geração em geração". Com base nos provérbios persas, Zolfaghari e Ameri propõem a seguinte definição: "Um provérbio é uma sentença curta, que é bem conhecida e às vezes rítmica, incluindo conselhos, temas sábios e experiências étnicas, compreendendo símile, metáfora ou ironia que é bem conhecida entre as pessoas pela sua redação fluente, pela sua clareza de expressão, simplicidade, expansividade e generalidade e é usado com ou sem mudança".

## História
Provérbios vêm de uma variedade de fontes. Algumas são, de fato, o resultado de pessoas que pensam e elaboram linguagem, como alguns provérbios de Confúcio, Platão, Baltasar Gracián, etc. Outros são tirados de fontes tão diversas como poesia, histórias, músicas, comerciais, anúncios, filmes, literatura, etc. Alguns dos bem conhecidos ditos de Jesus, Shakespeare e outros se tornaram provérbios, embora fossem originais na época de sua criação, e muitos desses ditos não eram vistos como provérbios quando foram inventados pela primeira vez.
Muitos provérbios também são baseados em histórias, muitas vezes o fim de uma história. Por exemplo, o provérbio (conhecido em países quee falam inglês) foi retirada do final da fábula de Esopo chamada A Reunião Geral dos Ratos Relata que uma vez os ratos, que viviam com medo de um gato, resolveram fazer uma reunião para encontrar um jeito de acabar com aquele transtorno. Muitos planos foram discutidos e abandonados. No fim, um rato jovem levantou-se e deu a ideia de pendurar uma sineta no pescoço do gato; assim, sempre que o gato chegasse perto eles ouviriam a sineta e poderiam fugir correndo. Todo mundo bateu palmas, o problema estava resolvido. Vendo aquilo, um rato velho que tinha ficado o tempo todo calado levantou-se do seu canto e falou que o plano era muito inteligente, que com toda certeza as preocupações deles tinham chegado ao fim. Só faltava uma coisa: quem iria pendurar a sineta no pescoço do gato?